# Lintorf (Bad Essen)
Lintorf (niederdeutsch Lintrup) ist eine Ortschaft am Nordrand des Wiehengebirges und gehört zur Gemeinde Bad Essen im Landkreis Osnabrück in Niedersachsen.

## Geschichte
Lintorf wurde 1227 zum ersten Mal urkundlich erwähnt. Lintorf war während des Bestehens des Landkreises Wittlage noch Sitz der Verwaltung der Gemeinde Lintorf. Im Zuge der Vergrößerung des Landkreises Osnabrück gab es den heutigen „Altkreis Wittlage“ nicht mehr. Gleichzeitig wurde die Gemeinde Lintorf der Gemeinde Bad Essen angeschlossen. Dort sitzt bis heute die Gemeindeverwaltung.
Die gotische Kirche St. Johannes wurde 1499 erbaut.
Im 19. Jahrhundert lebte hier der Arzt und Schriftsteller Hermann Hartmann. Am 24. April 1844 wurde durch einen Dorfbrand ein großer Teil des Dorfes ein Raub der Flammen. 52 Häuser wurden durch das Feuer zerstört, mehrere Menschen wurden getötet.
Am 1. Juli 1972 wurde Lintorf in die Gemeinde Bad Essen eingegliedert.

### Einwohnerentwicklung
Wohnbevölkerung der Gemeinde Lintorf mit Gebietsstand vom 27. Mai 1970:
| Datum              | Einwohner |
| ------------------ | --------- |
| 17. Mai 1939       | 502       |
| 13. September 1950 | 848       |
| 6. Juni 1961       | 822       |
| 27. Mai 1970       | 945       |
| 1. Januar 2017     | 1.856     |

## Ortsrat
Der Ortsrat, der den Ortsteil Lintorf vertritt, setzt sich aus sieben Mitgliedern zusammen. Die Ratsmitglieder werden durch eine Kommunalwahl für jeweils fünf Jahre gewählt. Die aktuelle Amtszeit begann am 1. November 2021 und endet am 31. Oktober 2026.
Bei der Kommunalwahl 2021 ergab sich folgende Sitzverteilung:
- Wählergemeinschaft Lintorf: 7 Sitze

## Wirtschaft und Infrastruktur

### Sportverein
Der VfL Lintorf ist der größte Sportverein der Umgebung. Neben Turnen, Fußball, Boxen und vielen anderen Angeboten ist vor allem die Volleyballabteilung hervorzuheben. Diese wuchs seit Ende der 1980er-Jahre stark an und ist die größte ihrer Art in Niedersachsen.

### Verkehr
Der Bahnhof Lintorf (Han) liegt an der Wittlager Kreisbahn. Hier verkehren Güter und Museumszüge. Sie werden von der Museums-Eisenbahn Minden und der VLO betrieben.